# Coalizione delle Sinistre
La Coalizione delle Sinistre (in francese: Coalition des Gauches - CG) o anche Unità della Sinistra (in inglese: Left Unity - LU) è stato un gruppo politico al Parlamento europeo attivo tra il 1989 e il 1994. 
Il gruppo si costituì a seguito delle elezioni europee del 1989 e si componeva di 14 membri. Ad esso aderirono:
- Partito Comunista Francese, con 7 seggi;
- Partito Comunista Portoghese, con 3 seggi;
- Partito Comunista di Grecia, con 3 seggi;
- Partito dei Lavoratori, con un seggio.

In precedenza queste formazioni aderivano al Gruppo Comunista, ma la mancata costituzione di tale gruppo dopo le elezioni del 1989 lasciò il posto a due diversi gruppi parlamentari: da una parte la Coalizione delle Sinistre; dall'altra il gruppo della Sinistra Unitaria Europea.
Dopo le elezioni europee del 1994 i due gruppi si riunificarono dando luogo ad un unico gruppo politico, quello della Sinistra Unitaria Europea, che, nel 1995, costituì a sua volta un gruppo comune con i partiti dell'Alleanza della Sinistra Verde Nordica: nacque così il gruppo della Sinistra Unitaria Europea/Sinistra Verde Nordica.